# Altdorf (Uri)
Altdorf (alt = viejo, dorf = pueblo, pueblo viejo) es una comuna y ciudad histórica suiza, capital del cantón de Uri. La población del pueblo es de 8.615 habitantes.

## Geografía
La comuna se encuentra situada a 458 metros de altura, en la planicie del río Reuss y muy cerca de su desembocadura en el lago de los Cuatro Cantones. Limita al norte con la comuna de Flüelen, al este con Bürglen, al sur con Schattdorf, y al oeste con Attinghausen y Seedorf.

## Sitios de interés

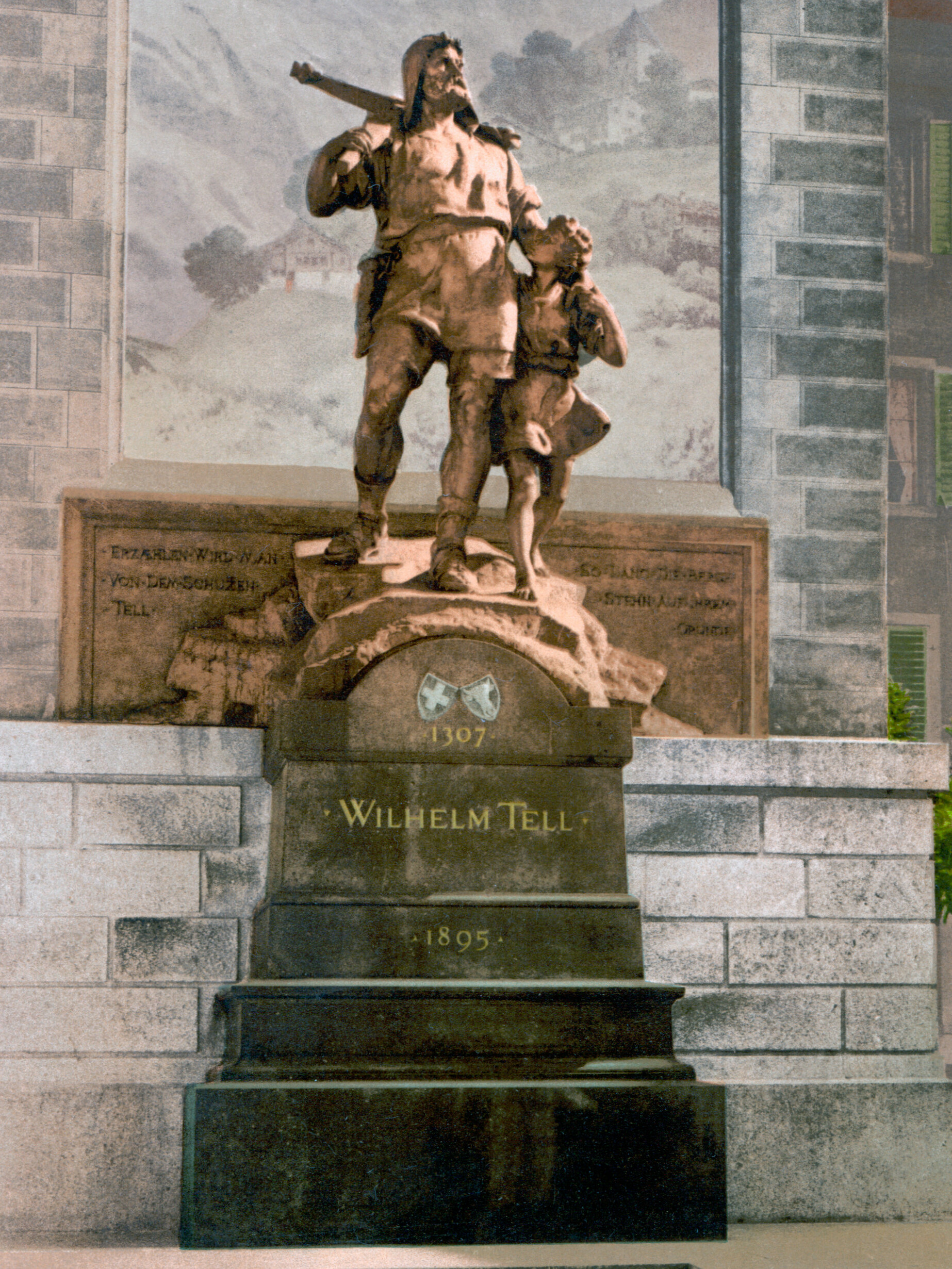
Monumento conmemorativo de Guillermo Tell.

Altdorf es famosa por la leyenda de Guillermo Tell. Sobre la plaza principal se encuentra justamente el monumento a Guillermo Tell de 1895. Un poco más a la derecha se encuentra la Casa-Torre (1517). Más al interior, en la Lehnplatz (plaza de Lehnz), se encuentra el arsenal (Zeughaus Uri) y el Tellspielhaus (teatro de Tell, 1925). Yendo hacia la Gotthardstrasse, se encuentra la iglesia de San Martín (1810) además de la capilla de Santa Ana (1596). Luego, por el camino hacia Schwyz, algo más lejos del centro, se encuentra el Monasterio de San Carlos (1677).